# Qiioqe
Qiioqe (zastarale Qîoqe) je malý neobydlený poloostrov v kraji Avannaata v Grónsku. Má rozlohu asi 467 km2, přičemž délka jeho pobřeží je 114 km. Poloostrov je dlouhý 40 km a široký v nejširším místě asi 14 km, v nejužším místě asi 5 km. Název Qiioqe znamená "racek držící sledě".

## Geografie
Poloostrov Qiioqe se nachází v oblasti Uummannaq, blízko několika jiným poloostrovům a ostrovům. Od poloostrova Akuliaruseq ho odděluje fjord Kangerlussuaq, od ostrova Upernivik ho oddělují průlivy Paakassaa a Inukavsait, od poloostrova Alfred Wegener Halvø fjord Kangerluarsuk. Na jihovýchod od poloostrova se nachází záliv Kangerlussuakavsak a malý ostrůvek Kangerluarsuup Qeqertaa. Poloostrov Qiioqe je hornatý a tvořený nunataky, nejvyšší nunatak na jihozápadě poloostrova, Qiioqip Qaqqaa, měří 1859 m a je nejvyšším vrcholem kraje Avannaata. Další pojmenované vrcholy na poloostrově jsou nunataky Qingaarsuaq (858 m) a Salliaruseq (512 m). Samotný poloostrov má kvůli vysoké nadmořské výšce příliš nepříznivé podnebí, a tak tu nejsou žádné, ani zaniklé osady, nejbližší obydlená osada je Ukkusissat, asi 21 km na jihovýchod od poloostrova. Qiioqe je čtvrtý největší poloostrov v oblasti Uummannaq.